# Santa Bárbara (departement van Honduras)
Santa Bárbara is een departement van Honduras, gelegen in het westen van het land. De hoofdstad is de gelijknamige stad Santa Bárbara.
Het departement bestrijkt een oppervlakte van 5024 km² en heeft 441.939 inwoners (2016).

## Gemeenten
Het departement is ingedeeld in 28 gemeenten:
- Arada
- Atima
- Azacualpa
- Ceguaca
- Chinda
- Concepción del Norte
- Concepción del Sur
- El Níspero
- Gualala
- Ilama
- Las Vegas
- Macuelizo
- Naranjito
- Nueva Frontera
- Nuevo Celilac
- Petoa
- Protección
- Quimistán
- San Francisco de Ojuera
- San José de Colinas
- San Luis
- San Marcos
- San Nicolás
- San Pedro Zacapa
- Santa Bárbara
- Santa Rita
- San Vicente Centenario
- Trinidad

Atlántida · Choluteca · Colón · Comayagua · Copán · Cortés · El Paraíso · Francisco Morazán · Gracias a Dios · Intibucá · Islas de la Bahía · La Paz · Lempira · Ocotepeque · Olancho · Santa Bárbara · Valle · Yoro